# Spital (Dinkelscherben)

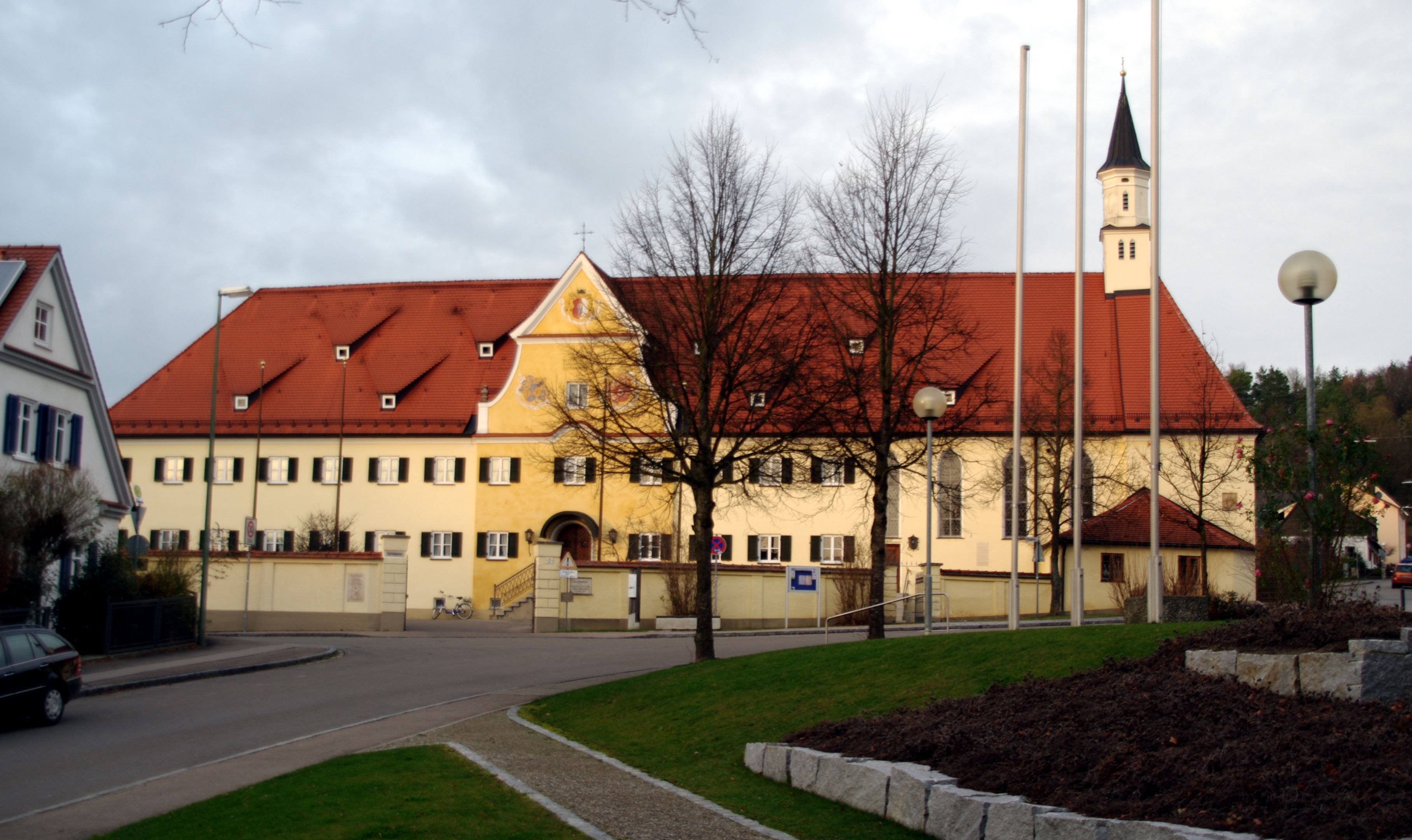
Hauptgebäude des Spitals

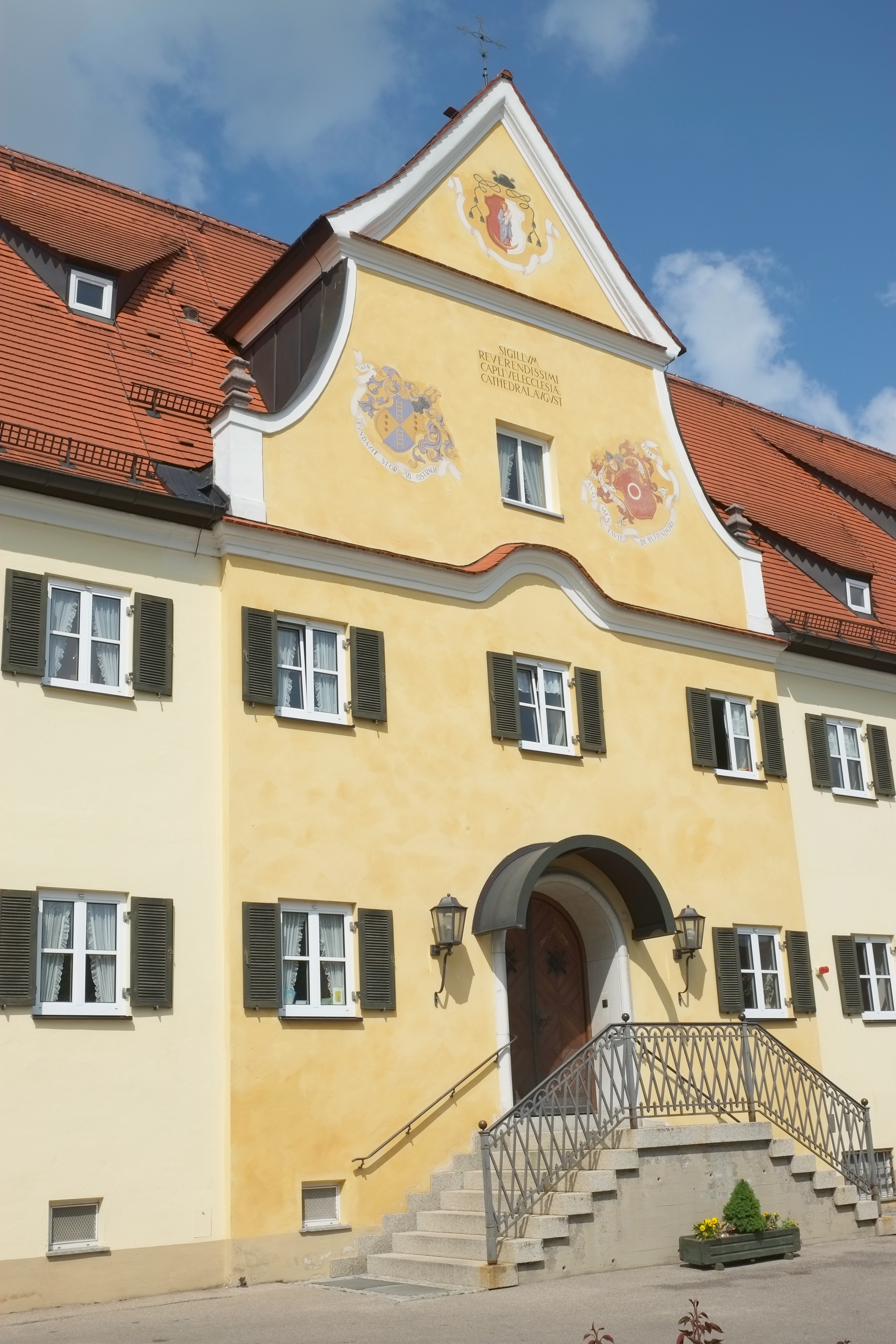
Eingang zum Spital, darüber gemalte Wappen

Das Spital in Dinkelscherben, einer Gemeinde im Landkreis Augsburg im bayerischen Regierungsbezirk Schwaben, wurde im Jahr 1604 durch den Augsburger Domdekan Johann Hieronymus Stir von Ostrach gegründet. Das ehemalige Spital an der Spitalgasse 2 ist ein geschütztes Baudenkmal.

## Beschreibung
Die Dreiflügelanlage wurde um 1700 neu errichtet und im Jahr 1764 erweitert. Die zweigeschossige Anlage besitzt einen nach Norden geöffneten Innenhof mit einem Brunnen von 1770. Die Brunnenfigur stammt aus der zweiten Hälfte des 17. Jahrhunderts. Das Hauptportal befindet sich an der Südfassade, die von einem Mittelrisalit mit geschwungenem Zwerchgiebel betont wird. Auf dem Zwerchgiebel ist das gemalte Wappen des Domkapitels von Augsburg und des Stifters zu sehen.

## Geschichte des Hospitals
Die Verwaltung des Hospitals wurde 1613 dem Domkapitel Augsburg übertragen. Johann Franz Wilhelm Freiherr von Bettendorf ermöglichte mit seiner Stiftung 1764 die Erweiterung um zwei Seitenflügel. Bei der Säkularisation übernahm der bayerische Staat die Domkapitel-Stiftung. Ab 1853 wirkten Barmherzige Schwestern in der Pflege. 1979 kam weltliches Personal dazu, das seit 1980 das Haus allein betreut.